# Knights of Badassdom
Knights of Badassdom ist eine US-amerikanische Horrorkomödie von Regisseur Joe Lynch aus dem Jahr 2013. Drehbeginn war bereits 2010, allerdings verzögerte sich die Postproduktion aufgrund innerer Zerwürfnisse immer wieder. Im Jahr 2013 übernahm Entertainment One die Rechte am Film und zeigte ihn am 25. September 2013 beim Israel’s Science Fiction, Fantasy and Roleplay Festival.

## Handlung
Für die LARP-Veranstaltung Fields of Evermore haben die Teilnehmer als Requisite ein nachgemachtes Zauberbuch erworben, das sich als echtes Grimoire herausstellt, als die Teilnehmer damit unabsichtlich einen echten Dämon beschwören, den sie anschließend bekämpfen müssen.

## Veröffentlichung
Am 21. Januar 2014 startete der Film in den US-amerikanischen Kinos. Am 11. Februar 2014 wurde er zusätzlich als Video-on-Demand veröffentlicht. Der schlussendlich veröffentlichte Film ist allerdings die Version, die Wade Bradley in der Postproduktion erstellte und nicht diejenige, die Lynch ursprünglich plante. In Deutschland erschien der Film im Oktober 2014 als DVD und Blu-ray.

## Rezeption
Aus 16 aggregierten Wertungen erzielt Knights of Badassdom auf Rotten Tomatoes einen Wert von 63 %.